# Narno de Bergame
Narno de Bergame (en italien Narno di Bergamo), connu comme saint Narno (né au IIIe siècle à Ogna, dans l'actuelle province de Bergame en Lombardie et mort vers 345) est un évêque italien du IVe siècle. Il fut le premier évêque de Bergame et est vénéré comme saint par l'Église catholique. Il est fêté le 27 août.
Son nom, latinisé en Narnus, est d'origine grecque et signifie « originaire de Nari ».
Le moine franciscain Branca da Gandino, auteur de la plus ancienne mention écrite à son sujet parle de lui, dans l'un de ses Légendaires du XIIIe siècle et le désigne comme évêque de Bergame après la persécution de Dioclétien

## Biographie
Narno est probablement né à Ogna, près de Bergame et selon la légende a été baptisé et ordonné évêque par Barnabé, le premier évangélisateur de Bergame. On pense qu'il a aidé saint Grata (it) dans la construction de la première basilique Saint-Alexandre.
Il meurt dans son évêché, vers 345, et est enterré dans la crypte de l'ancienne basilique Saint-Alexandre, qui était alors la cathédrale de Bergame. En 1561, la basilique est démolie lors de la construction des remparts vénitiens. Les reliques de saint Narno, ainsi que celles de son successeur, saint Viatore (it) et d'autres saints, ont été transférées à l'église Saint-Vincent, devenue l'actuelle cathédrale Saint-Alexandre, où elles sont toujours vénérées. Sa fête est célébrée le 27 août.

## Source
- (it) Cet article est partiellement ou en totalité issu de l’article de Wikipédia en italien intitulé « Narno di Bergamo » (voir la liste des auteurs).